# 日本基督教団藤枝教会
日本基督教団藤枝教会（にほんきりすときょうだんふじえだきょうかい）は、静岡県藤枝市にある、旧メソジスト系の日本基督教団に所属する教会である。
創立1888年。母教会は日本基督教団静岡教会。

## 沿革
- 1884年（明治17年） - 静岡教会より疋野治兵衛、近藤与七たちが出張し、伝道が開始される[1]。
- 1885年（明治18年）夏 - 静岡教会より久永勝成が藤枝に派遣され、藤枝講義所（後の藤枝教会）を開く[1]。
- 1887年（明治20年） - 静岡教会より吉井文造伝道師が着任[2]。
- 1888年（明治21年）
  - F・A・キャシディ宣教師の助力により藤枝講義所会堂建設の議がまとまる。藤枝講義所が藤枝教会となる。
  - 小川源六伝道師、浜松教会より着任[2]。
- 1889年（明治22年）
  - 5月4日 - 志太郡藤枝町支部字下伝馬590番地に借地し会堂竣工[2]。
  - 飯塚恒太朗牧師着任[2]。
- 1890年（明治23年） - 川村兵治牧師着任[2]。
- 1891年（明治24年） - 渡辺常三郎伝道師着任[2]。
- 1892年（明治25年） - 渡辺常三郎伝道師、教師試補となる[2]。
- 1894年（明治27年） - 教会堂敷地購入。牧師館新築。[2]
- 1896年（明治29年） - 太田虎吉牧師、沼津教会より赴任する[2]。
- 1898年（明治31年） - 川村兵治牧師、浜松教会より赴任する[2]。
- 1902年（明治35年） - 小川源六牧師着任[2]。
- 1904年（明治37年） - 外山孝平牧師、浜松教会より赴任する[2]。
- 1907年（明治40年） - 日本メソジスト藤枝教会となる[2]。
- 1908年（明治41年） - 八木小兵衛牧師着任[2]。
- 1909年（明治42年） - 末永義太伝道師着任[2]。
- 1912年（明治45年） - 相原英賢牧師、浅草教会より赴任[2]。
- 1913年（大正2年） - 相原英賢牧師、隠退。新田東作牧師着任。教会堂・牧師館を新築。[2]
- 1914年（大正3年） - 前島講義所開設[2]。
- 1917年（大正6年） - 福島重義牧師着任[2]。
- 1922年（大正11年） - 神原静牧師着任[2]。
- 1925年（大正14年） - 双葉（小百合）幼稚園開設[2]。
- 1927年（昭和2年）
  - 旧教会堂・牧師館ならびに土地を売却。小坂に460坪の土地を取得[3]。
  - 12月3日 - 幼稚園兼用の教会・牧師館を献堂[3]。
- 1929年（昭和4年） - 神原静牧師、小田原教会へ転任。山口徳夫牧師着任[2]。
- 1930年（昭和5年） - 小百合幼稚園閉園[2]。幼稚園遊具は島田教会が使うことになった[4]。
- 1931年（昭和6年） - 山中大成牧師着任[2]。
- 1932年（昭和7年） - アルフレッド・ラッセル・ストーン（Alfred Russell Stone）宣教師とレイランド・サンフォード・サー・オールブライト（Leland Sanford Sr.Albriright）宣教師の計画と指導により農村伝道を実施。
- 1933年（昭和8年） - 伊知地すみ子伝道師着任。6月病気により辞任。[2]
- 1934年（昭和9年） - 脇山勇牧師着任[2]。
- 1936年（昭和11年） - 山中大成牧師、掛川教会に転任。
- 1937年（昭和12年） - 好川百合伝道師着任。前島講義所閉鎖。[2]
- 1938年（昭和13年） - 阿比留ひで伝道師着任[2]。
- 1941年（昭和16年） - 日本基督教団藤枝教会と改称[2]。熊本とし伝道師着任[2]。
- 1942年（昭和17年） - 脇山勇牧師、沼津教会へ転任。岸本信義牧師が着任する[5]。
- 1943年（昭和18年） - 岸本信義牧師、沼津教会へ転任。脇山勇牧師が沼津教会より着任する[5]。
- 1945年（昭和20年） - 藤枝空襲により教会堂大破[5]。
- 1953年（昭和28年） - 脇山勇牧師が病気のため辞任し、無牧となる[5]。
- 1954年（昭和29年） - 牧師館および敷地の一部を売却し、会堂を大修繕する[2]。
- 1955年（昭和30年） - 魚屋茂牧師着任[2]。
- 1962年（昭和37年） - 魚屋茂牧師、岩本教会へ転任する[6]。小林辰三牧師着任。[2]